# Karl Friedrich Paul Ernst

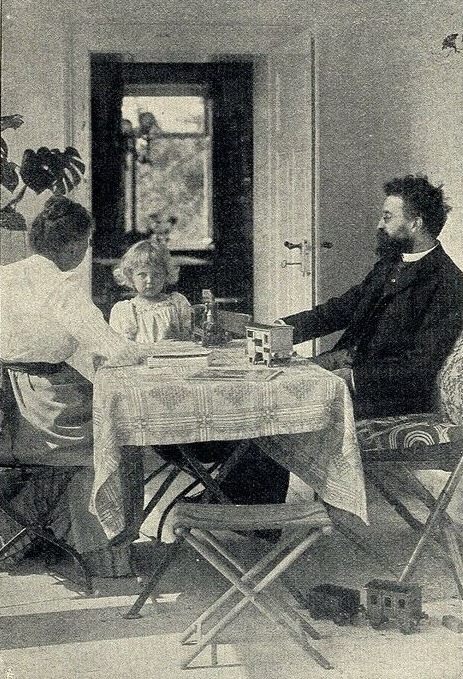
Paul Ernst en Weimar, c. 1904.

Karl Friedrich Paul Ernst (7 de marzo de 1866, Oberharz am Brocken - 13 de mayo de 1933, Sankt Georgen an der Stiefing) fue un escritor, dramaturgo, crítico y periodista alemán.

## Vida
Paul Ernst fue el hijo del supervisor minero Johann Christian Friedrich Wilhelm Ernst y su esposa Emma Auguste Henriette Dittmann. Fue bautizado el 18 de marzo de 1866. Ernst pasó su juventud en Clausthal y desde 1876 asistió a la escuela secundaria local. Como no le fue bien en dicha escuela secundaria, en 1884 se trasladó a la escuela secundaria de Nordhausen, donde aprobó su examen final un año después. Luego estudió teología y filosofía en las universidades de Gotinga y Tubinga. Posteriormente cursó estudios de literatura e historia en la Universidad Humboldt de Berlín. Se doctoró en la Universidad de Berna en 1892. Se hizo miembro de la asociación literaria progresista berlinesa "Durch".
Se afilió pronto al movimiento obrero y se afilió al SPD, del que se dio de baja en 1896. Dos años de relación (1897-1899) con el poeta y dramaturgo Arno Holz dieron intensos matices naturalistas a sus primeros dramas. Ernst vio el colapso del marxismo en ausencia de la lucha de clases internacional en el periodo anterior y durante la Primera Guerra Mundial y en el proceso de reproducción del capital.
Paul Ernst permaneció en Weimar a principios del siglo XX. Durante este tiempo, escribió numerosos dramas e historias. Entre 1905 y 1906 trabajó como dramaturgo en el teatro de Düsseldorf. Más tarde se dedicó por completo a escribir por su cuenta. En 1916 se casó con la escritora Else von Schorn. Pasó buena parte de sus últimos años en el campo, en la zona prealpina de Baviera, aislado por completo de la vida literaria.

## Creación literaria
Su obra literaria es amplia y diversa. Incluye novelas, cuentos y novelas cortas, así como dramas, ensayos y epopeyas. Mientras que sus primeras obras aún pueden clasificarse dentro del naturalismo, sus escritos posteriores, especialmente los producidos en la década de 1920, forman parte del movimiento neoclásico, del que Paul Ernst es uno de sus principales representantes junto con Gerhart Hauptmann.
En 1933, antes de que Adolf Hitler pudiera decidir el premio, Paul Ernst recibió la Medalla Goethe de Arte y Ciencia. Previamente ya había recibido la Orden Bávara de Maximiliano para las ciencias y las artes en 1930.
En el transcurso de la Gleichschaltung en la Academia de las Artes de Prusia y la destitución de 40 miembros judíos y otros impopulares de la Academia, Ernst fue nombrado para uno de los puestos vacantes el 5 de mayo de 1933.
Junto con el escritor Wilhelm von Scholz publicó una comedia bajo el pseudónimo de P. W. Spassmöller.

## Obras

### Escritos políticos
- Die Arbeiterschutzgesetzgebung und ihre internationale Regelung (La legislación de protección del trabajo y su regulación internacional). Berlín, 1890.
- Die gesellschaftliche Reproduction des Capitals bei gesteigerter Productivität der Arbeit(La reproducción social del capital con el aumento de la productividad del trabajo). Berlín, 1893 (Disertación en la Universidad de Berna).
- Der Zusammenbruch des deutschen Idealismus. An die Jugend (El hundimiento del idealismo alemán. A la juventud). Editor: Georg Müller. Múnich, 1918.
- Der Zusammenbruch des Marxismus (El hundimiento del marxismo). Editor: Georg Müller. Múnich, 1919. (Versión digitalizada en alemán en Internet Archive)
- Grundlagen der neuen Gesellschaft (Fundamentos de la nueva sociedad). Editor: Georg Müller. Múnich, 1929. (Versión digitalizada en alemán en MDZ)

### Novelas
- Der schmale Weg zum Glück (El camino de la felicidad). 1904.
- Grün aus Trümmern (El verde de los escombros). 1923.
- Das Glück von Lautenthal (La felicidad de Lautenthal). 1933.
- Der Schatz im Morgenbrotstal (El tesoro del valle de Morgenbrot).
- Saat auf Hoffnung (Sembrar esperanza).